# Zoltán Lévai
Zoltán Lévai (ur. 30 stycznia 1996) – węgierski zapaśnik walczący w stylu klasycznym. Olimpijczyk z Paryża 2024, gdzie zajął siódme miejsce w kategorii do 77 kg.
Srebrny medalista mistrzostw świata w 2022. Wicemistrz Europy w 2020; trzeci w 2023. Trzeci w Pucharze Świata w 2022, a także drugi w zawodach indywidualnych w 2020. Złoty medalista MŚ wojskowych w 2025 roku. 
Mistrz Europy U-23 w 2017 i 2019; trzeci w 2015 i 2016. Trzeci na mistrzostwach świata juniorów w 2014, 2015 i 2016 i kadetów w 2011. Mistrz Europy juniorów w 2016; trzeci w 2015. Trzeci na ME kadetów w 2011 i 2013 roku.